# Trung cuộc (cờ tướng)

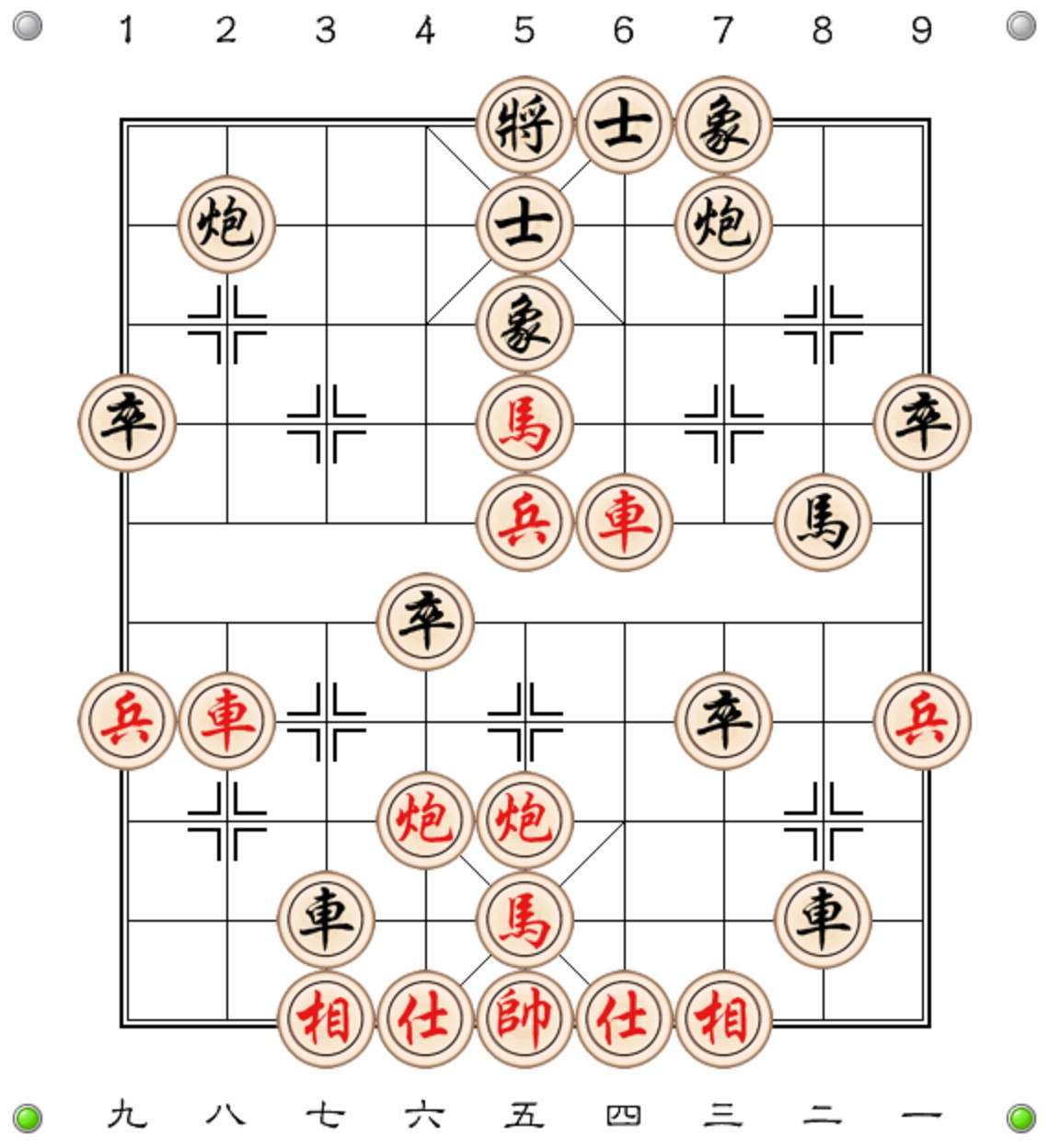
Thế trận trung cuộc trong ván đầu giữa Từ Siêu với Vương Thiên Nhất, Vô địch cá nhân Nam Trung Quốc 2017 - Giáp tổ

Trong Cờ tướng Trung cuộc là chỉ trong quá trình của toàn bộ một ván cờ (Toàn cuộc), sau khi Khai cuộc của hai bên cơ bản hoàn thành tiến vào giai đoạn tiếp theo.
Nói chung Trung cuộc là ở giữa Khai cuộc và Tàn cuộc, nhưng lại không có quy định từ nước đi thứ mấy bắt đầu là thuộc về Trung cuộc.
Trung cuộc và Khai cuộc, Trung cuộc và Tàn cuộc tuyệt đối không có giới hạn thống nhất rõ ràng. Điều này một mặt là do số nước cần thiết để hoàn thành các loại hình trong Khai cuộc không giống nhau. Có khi Khai cuộc chỉ vài nước đi đã hoàn thành, nhưng lại có khai cuộc cần phải trên 15 nước mới định hình. Một mặt khác do Trung cuộc thiên biến vạn hóa.

## Đặc điểm
Bằng sự phân tích cuộc diện Trung cuộc thông qua số lượng ván đấu thực tế cho thấy Trung cuộc có những đặc điểm sau:
1. Các quân hai bên phát sinh tiếp xúc toàn diện như tróc quân, ăn quân, đổi quân v.v...
2. Các quân hai bên điều động nhiều lần. lựa chọn chiếm cứ những vị trí đẹp trên bàn cờ để tấn công lẫn phòng thủ.
3. Hai bên đều có cơ hội đổi quân. Mặc dù giai đoạn Tàn cuộc cũng có cơ hội đổi quân, nhưng ít hơn so với giai đoạn Trung cuộc do Tàn cuộc mặt bàn cờ có không gian tương đối rộng quân cờ tiến thoái linh hoạt thoải mái nên không dễ để đổi quân.
4. Hai bên đều có cơ hội phế quân hoặc bắt quân, vì Trung cuộc còn đông quân và các quân tiếp xúc nhiều hình thế phức tạp nên hai bên có nhiều hướng để tấn công.

## Trung cuộc và Khai cuộc
Ảnh hưởng của Trung cuộc tới sự thắng bại toàn cuộc có 6 mặt:

## Chiến thuật cơ bản

### Thí quân

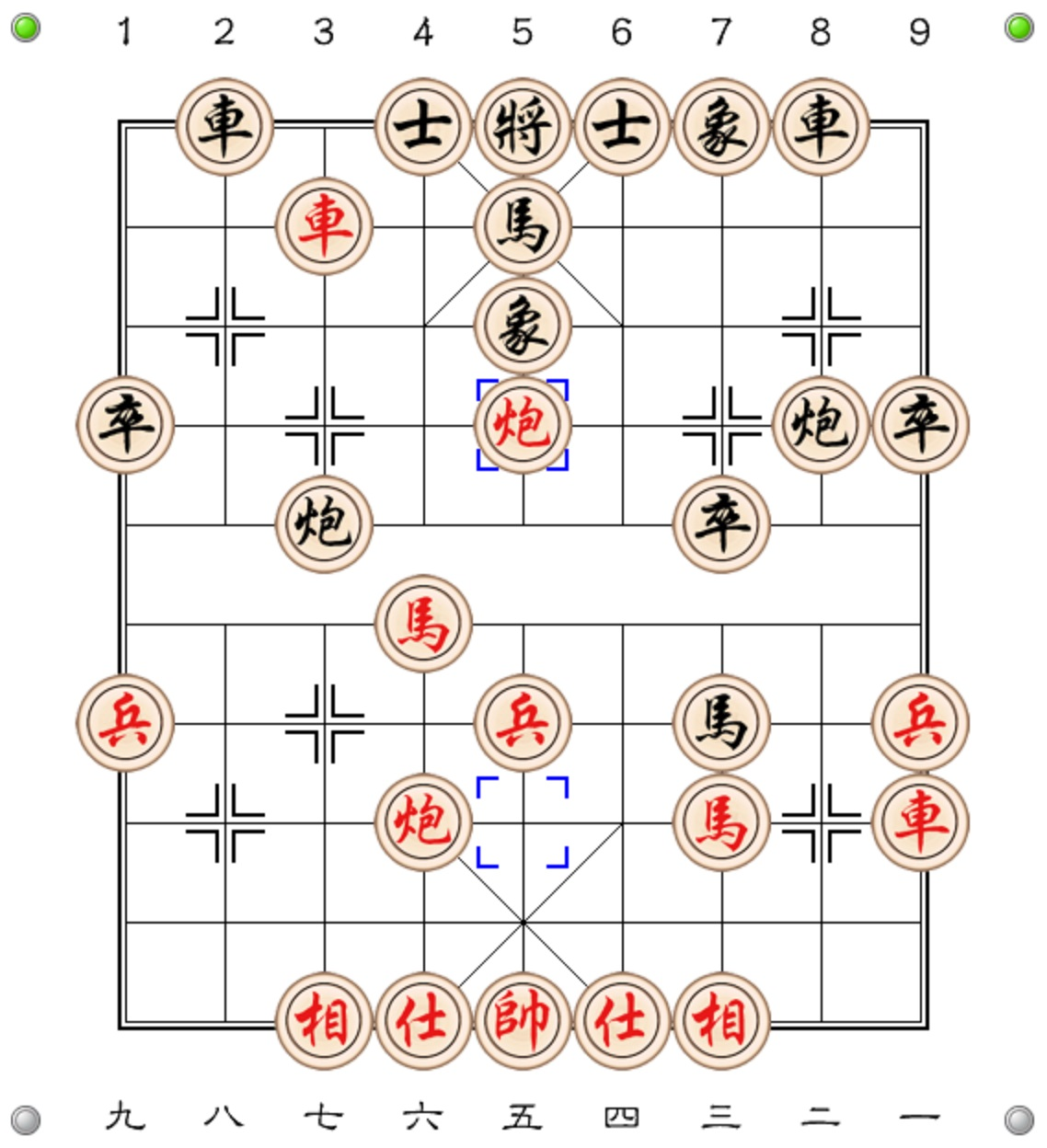
Nước phế xe ở giải vô địch phần mềm cờ tướng 2017 giữa phần mềm Cyclone và phần mềm Ethinker

Trong Cờ tướng Thí quân là một bên người chơi chủ động "tặng" cho đối phương ăn quân của mình.

### Phong tỏa
Phong tỏa là chỉ một bên người chơi sử dụng quân của mình hạn chế sự hoạt động của quân đối phương.

### Đổi quân

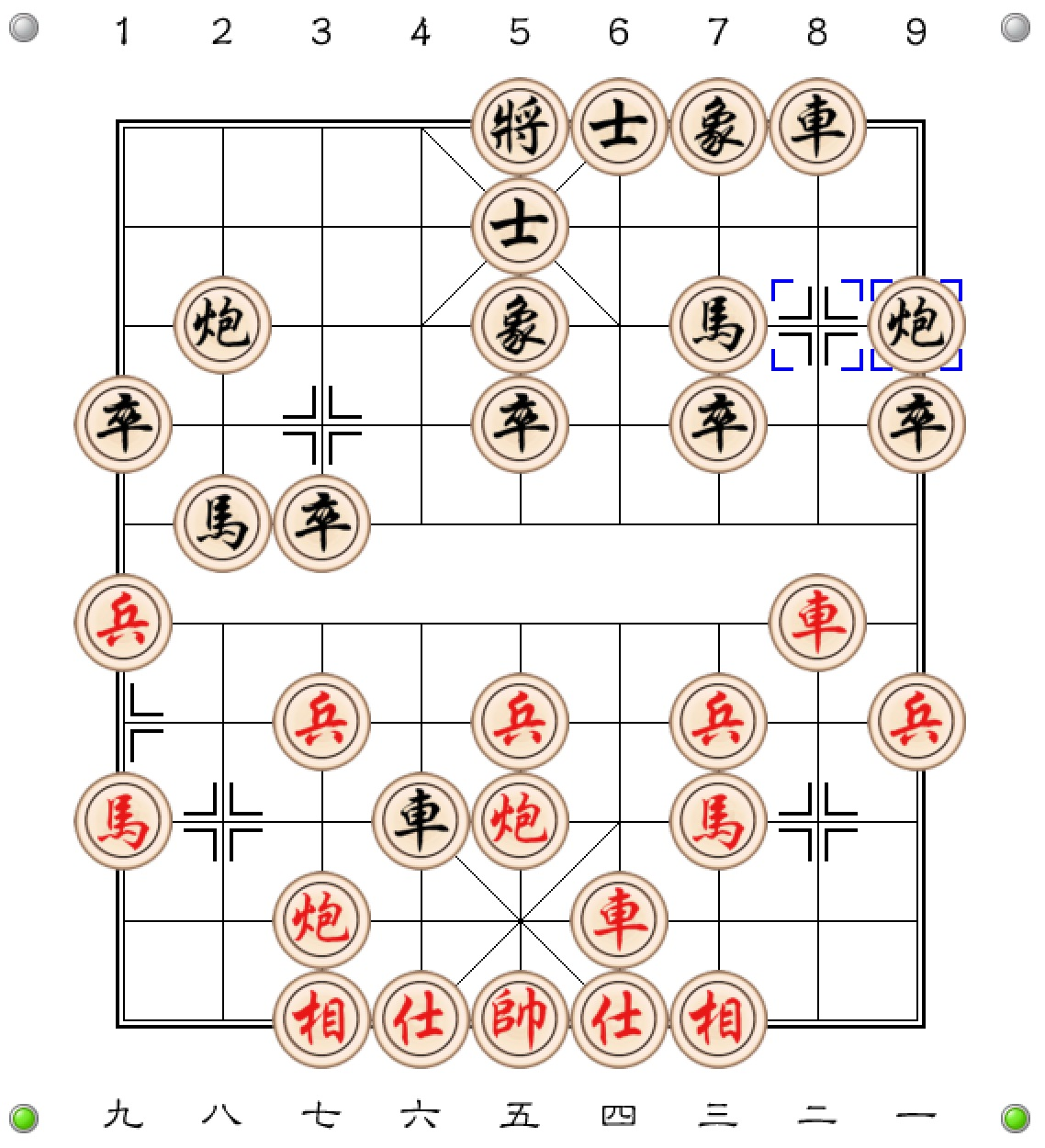
Hình trận bên đen mời bên đỏ đổi quân

Đổi quân là khi hai bên ăn quân cùng giá trị của nhau, khi người này ăn quân, người kia cũng ăn lại quân.